# Manabendra Nath Roy
Manabendra Nath Roy, indijski politik, filozof, pisatelj, komunistični revolucionar, politični aktivist in politični teoretik, * 21. marec 1887, Kalkuta, † 26. januar 1954, Dehradun, Indija

## Življenje
Rojen je bil v 11-članski družini pod imenom Narendra Nath Bhattacharya. Njegov oče Dinabandhu Bhattacharya je bil po poklicu ravnatelj lokalne šole, katero je kasneje obiskoval tudi Roy. Že v mladih letih je kazal veliko zanimanja za politični svet, kar je ga je vodilo do politične kariere, ki jo je pričel kot militantni nacionalist že pri 14 letih. Kasneje je obiskoval tamkajšnjo fakulteto in Bengalski tehniški inštitut v Kalkuti. Študiral je kemijo in tehniko ter se v obeh odlikoval. A še vedno ga je življenje vleklo v politiko in filozofijo, ki sta temeljili na njegovem lastnem znanju.
Poročil se je dvakrat. V letu 1917 je zvezo sklenil z Evelin Trent, a ta ni trajala dolgo. Šele 20 let kasneje je spoznal Ellen Gottschalk, za katero je sam povedal, da je bila glavna podpora pri gibanju po katerem ga najbolj poznamo, to pa je radikalni humanizem.

### Radikalni humanist
Manalyendra Nath Roy je politični mislec moderne Indije in radikalni humanist, ki se je odrekel marksizmu. Svoje vizije je opiral na humanizem, ki je temeljil na razumu in morali, ne pa na kakršni koli dogmi. Po njegovem mnenju bi morali v vsakem filozofskem gibanju izkazovati suverenost človeka in skrbeti za svobodo vseh. Močno je kritiziral marksistične koncepte ekonomskega determinizma, diktature proletariata, dialektnega materializma in presežne vrednosti. Sam je trdil, da niti kapitalizem niti parlamentarni sistem ne moreta razrešiti problemov človeštva. Verjel je, da lahko le nova oblika humanizma uskladi družbo in svobodo ljudi.
Prav to gibanje je znano kot njegov največji prispevek svetu. Mnogi pravijo, da bi lahko na radikalnem humanizmu temeljila Indijska demokracija.

### Zaporništvo
Roy je bil 21. julija 1931 v Bombaju aretiran zaradi njegovega političnega delovanja, ki je že močno vplivalo na ljudstvo. Zaradi vedno večje naklonjenosti ljudstva, ki si jo je kot filozof pridobil, ga je takratni kralj na podlagi 121-A člena Indijskega Kazenskega zakonika obsodil s trditvijo, da je Roy organiziral državni udar in ga zato obsodil na 12 let zapora.
Kljub zaprtju je Roy še vedno močno pripomogel k svojemu gibanju, saj mu je iz zapora uspelo pretihotapiti na stotine pisem do svojih podpornikov. Prav tako je takrat napisal 3000 strani dolgo knjigo z naslovom Filozofske posledice sodobne znanosti. Njegovi prijatelji iz Nemčije in njegova bodoča žena Ellen Gottschalk so mu v zapor pošiljali knjige, ki jih je želel brati. Leta 1933 so pripadniki gibanja ustanovili provincialno stranko delavskega razreda v Bombaju, da bi preprečili zamrtje Royeve ideje.
Novembra leta 1936 je filozof takoj po pogojni izpustitvi postal član Indijskega državnega kongresa in tam organiziral t.i. »ligo Radikalnih kongresnikov«. Zaradi nasprotujočih si mnenj je Roy s svojimi privrženci zapustil kongres in ustanovil Radikalno demokratično stranko. Med drugo svetovno vojno je podpiral zaveznike, saj jih je v primerjavi s fašizmom videl kot »manjše zlo«.

## Zapuščina
V začetku leta 1987 je Oxfordska univerza začela objavljati izbrana Royeva dela. Do leta 1997 so izšle štiri knjige, ki so obnovile njegove zapise zaporniških let. Urednik projekta je na žalost umrl leta 2008, kar je povzročilo predčasno prekinitev založništva (Roy works publishing).
Na mestu hiše, v kateri je živel v Mexico Cityju, se danes nahaja nočni klub poimenovan »M. N. Roy«. Njegovo zapuščino pa lahko vidimo tudi v njegovem vplivu na mnoge osebe. Njegova filozofija je močno vplivala na veliko znanih osebnosti, kot so T. M. Tarkunde, Govardhandas Parekh, V. B. Karnik, Sunil Bhattacharya, B. R. Sunthankar, Saleel Wagh, V. R. Jawahire in dr. Nalini Taralekar.